# Els Quadros
Els Quadros és una masia situada al municipi de Llobera, a la comarca catalana del Solsonès.